# 金槳鰭麗魚
金槳鰭麗魚，為輻鰭魚綱鱸形目隆頭魚亞目慈鯛科的其中一種，分布於非洲馬拉威湖流域，體長可達16.3公分，棲息在近岸淺水域，以浮游生物等為食，可做為觀賞魚。